# Scando-Slavica
Scando-Slavica (ScSl) est une revue internationale semestriel de slavistique et baltistique, publiée par Taylor & Francis pour l’Association nordique des slavistes et baltologues.